# Dymník (architektura)
Dymník je zařízení ve tvaru nálevky obrácené širší stranou dolů. Je zavěšené ze stropu nad ohništěm a slouží k zachycování a odvádění dýmu z místnosti. Podobný princip jako dymník mají současné digestoře.

## Dymníky vlidové architektuřea architektuřestředověku
Dymníky byly důležitou součástí uzavřených prostor, kde byl otevřený oheň; místnost, kde byl instalován, je nazývána polodymná jizba (na rozdíl od dymné jizby, kde se kouř z otevřeného ohniště rozptyloval po místnosti).
Dymníky, vyrobené z proutí nebo latí a důkladně především zevnitř omazané hlínou byly zavěšeny ze stropu nad ohništěm a jejich úkolem bylo zachycovat a odvádět mimo místnost co nejvíce kouře. Ten byl otvorem ve stropní konstrukci odváděn původně jen nad strop do půdního prostoru, odkud volně procházel prodyšnou krytinou nebo štítovým otvorem do okolního prostoru mimo dům; v další fázi vývoje pak byl kouř veden do komína.
Dymníky byly součástí nejen obytných prostor, ale i prostor výrobních, kde se pracovalo s otevřeným ohněm, např. kováren, kde byly umístěny nad výhní.

## Dymníky v železniční dopravě
Dymníky tvořily typickou součást interiéru výtopen parních lokomotiv. Nad každým stáním lokomotivy byl jeden. Strojvedoucí při zajíždění do výtopny musel zajistit, aby komín lokomotivy byl přesně pod dymníkem a kouř tak byl odváděn mimo budovu.